# Mike Pence

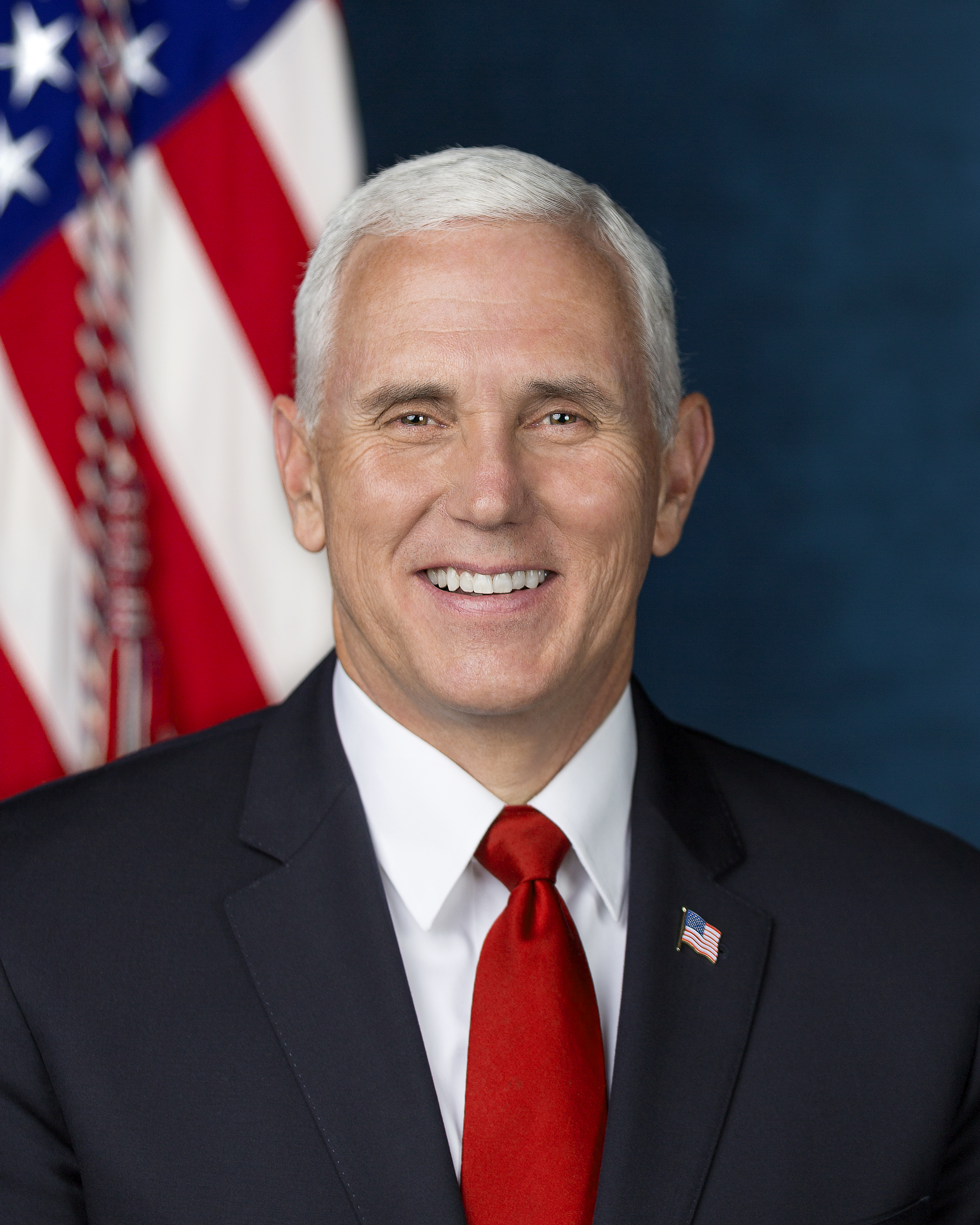
Mike Pence (2017)

Michael Richard „Mike“ Pence (* 7. Juni 1959 in Columbus, Indiana) ist ein evangelikaler US-amerikanischer Politiker der Republikanischen Partei. Von 2017 bis 2021 war er als Donald Trumps Stellvertreter der 48. Vizepräsident der Vereinigten Staaten. Von 2013 bis 2017 war Pence Gouverneur von Indiana; von 2001 bis 2013 hatte er dem US-Repräsentantenhaus angehört.
Er trat im Juni 2023 als Kandidat für die republikanische Nominierung zur Präsidentschaftswahl 2024 an, zog im Oktober 2023 jedoch seine Kandidatur zurück.

## Familie, Ausbildung und Beruf

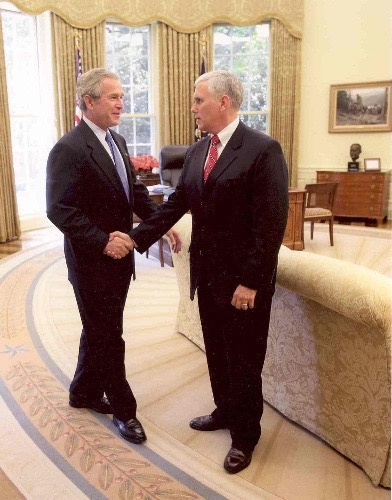
Mike Pence mit Präsident George W. Bush (2007)

Mike Pence, Sohn des Managers Edward Pence, wuchs in einem katholischen Elternhaus auf und wollte katholischer Priester werden. Nach seinem Abschluss am Hanover College und der Indiana University School of Law in Indianapolis arbeitete er als Anwalt und Talkshow-Moderator.
Mike Pence heiratete 1985 Karen Sue Batten, mit der er drei Kinder hat. Er konvertierte zur evangelikalen Grace Evangelical Church und engagiert sich mit seiner Familie für diese Kirche. Sein ältester Bruder Greg Pence war von 2019 bis 2025 Inhaber des sechsten Sitzes des Bundesstaates Indiana im Repräsentantenhaus der Vereinigten Staaten.

## Politische Laufbahn

### Anfänge
Nachdem Pence in jungen Jahren Anhänger der Demokraten gewesen war und bei der Präsidentschaftswahl 1980 Jimmy Carter gewählt hatte, änderte sich seine politische Einstellung während seines Studiums.

### Mitglied des US-Repräsentantenhauses
1986 und 1988 bewarb sich Pence um einen Sitz im US-Repräsentantenhaus, verlor jedoch gegen den langjährigen demokratischen Amtsinhaber Philip R. Sharp. Im Jahr 2000 trat er erneut an und gewann den Sitz, nachdem der bisherige Mandatsinhaber David M. McIntosh nicht wieder angetreten war, um für den Gouverneursposten zu kandidieren. In der Folge wurde Pence mehrmals wiedergewählt, zuletzt im Jahr 2010. Pence wurde in verschiedenen US-Medien als möglicher Kandidat zur Präsidentschaftswahl 2008 gehandelt, entschied sich aber gegen eine Kandidatur. Von 2005 bis 2007 war er der Vorsitzende des konservativen Republican Study Committee, welches als Sprungbrett für eine weitere Karriere gilt, so sind die Mitglieder der republikanischen Führung im 117. Kongress alle auch Mitglieder des Republican Study Committee außer dem republikanischen Parteiführer Kevin McCarthy. Tatsächlich wurde Pence 2009 dann zum Republican Conference Chairman gewählt und war somit im 111. Kongress der dritthöchste Republikaner nach Oppositionsführer (Minority Leader) John Boehner und Whip Eric Cantor im Repräsentantenhaus.
Im Mai 2011 gab Pence bekannt, dass er sich nicht erneut um ein Abgeordnetenmandat bewerben wolle, sondern das Amt des Gouverneurs von Indiana anstrebe. Daher schied er am 3. Januar 2013 aus dem Kongress aus.

### Gouverneur von Indiana

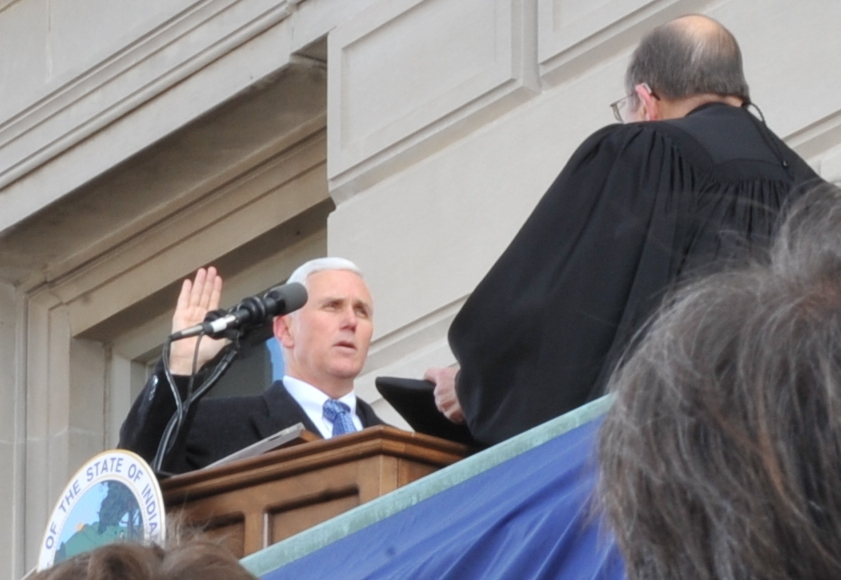
Pence bei seiner Vereidigung zum Gouverneur im Januar 2013

Im Frühjahr 2012 wurde er von seiner Partei zum Kandidaten für die anstehende Gouverneurswahl nominiert. Die Wahl Anfang November 2012 entschied Pence mit 49,6 Prozent der Stimmen gegenüber 46,4 Prozent seines demokratischen Konkurrenten John R. Gregg für sich und trat den Gouverneursposten am 14. Januar 2013 an. Er löste seinen Parteikollegen Mitch Daniels ab, der nach zwei Amtsperioden nicht mehr kandidieren durfte.
Als Regierungschef seines Bundesstaates nahm Pence Steuersenkungen vor, die vor allem zu mehr Wirtschaftswachstum führen sollten. Pence ist Befürworter eines schlanken Staates, weshalb öffentliche Ausgaben während seiner Amtszeit gekürzt wurden. Kurz nach seinem Amtsantritt forderte er, eine Schuldenbremse in der Verfassung des Bundesstaates zu verankern. Dieses Vorhaben passierte bis Anfang 2016 eine Kammer der State Legislature und befindet sich weiterhin in parlamentarischer Beratung. Trotz seines Sparkurses gelang es Pence, die bundesstaatlichen Zuschüsse für das Bildungswesen zu erhöhen. Im Jahr 2015 stimmte seine Regierung außerdem einer Ausweitung der Gesundheitsreform von Präsident Obama zu, obwohl er diese Reform aus dem Jahr 2010 auf Bundesebene ablehnt. Mit dem Vorhaben sollen mehr Bürger eine Krankenversicherung erhalten. Pence geriet 2015 in die Kritik, als er ein Gesetz unterzeichnete, mit dem Ladenbesitzer mit Verweis auf ihren Glauben Dienstleistungen für Homosexuelle verweigern können (Religious Freedom Bill). Nach massiven Protesten und der Drohung einiger Unternehmen, Indiana zu verlassen, wurde der Gesetzentwurf deutlich entschärft. Die Demokraten warfen Pence daraufhin Homophobie vor, während Pence erklärte, er lehne jegliche Diskriminierung Homosexueller ab.
Seine Amtszeit als Gouverneur endete turnusgemäß am 9. Januar 2017. Zu seinem Nachfolger wurde im November 2016 der bisherige Vizegouverneur Eric Holcomb gewählt.
Am 2. März 2017 berichtete eine US-Zeitung, Pence habe als Gouverneur von Indiana ein privates E-Mail-Konto regelmäßig für dienstliche Zwecke benutzt. Im Sommer 2016 sei auf das Konto ein Hackerangriff verübt worden.

### Trumps Vizekandidat im Präsidentschaftswahlkampf 2016

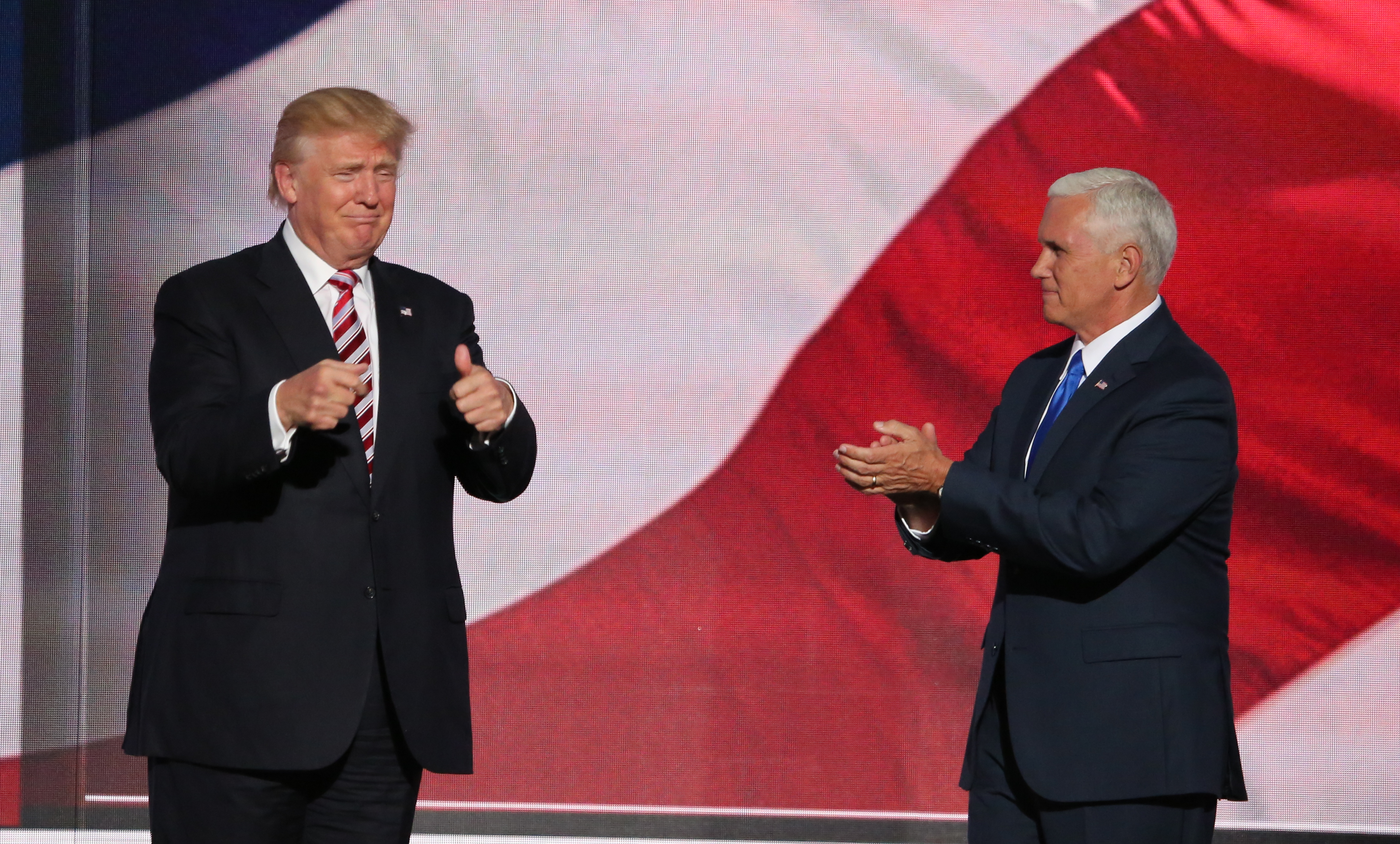
Pence (rechts) und Trump auf dem republikanischen Nominierungsparteitag im Juli 2016

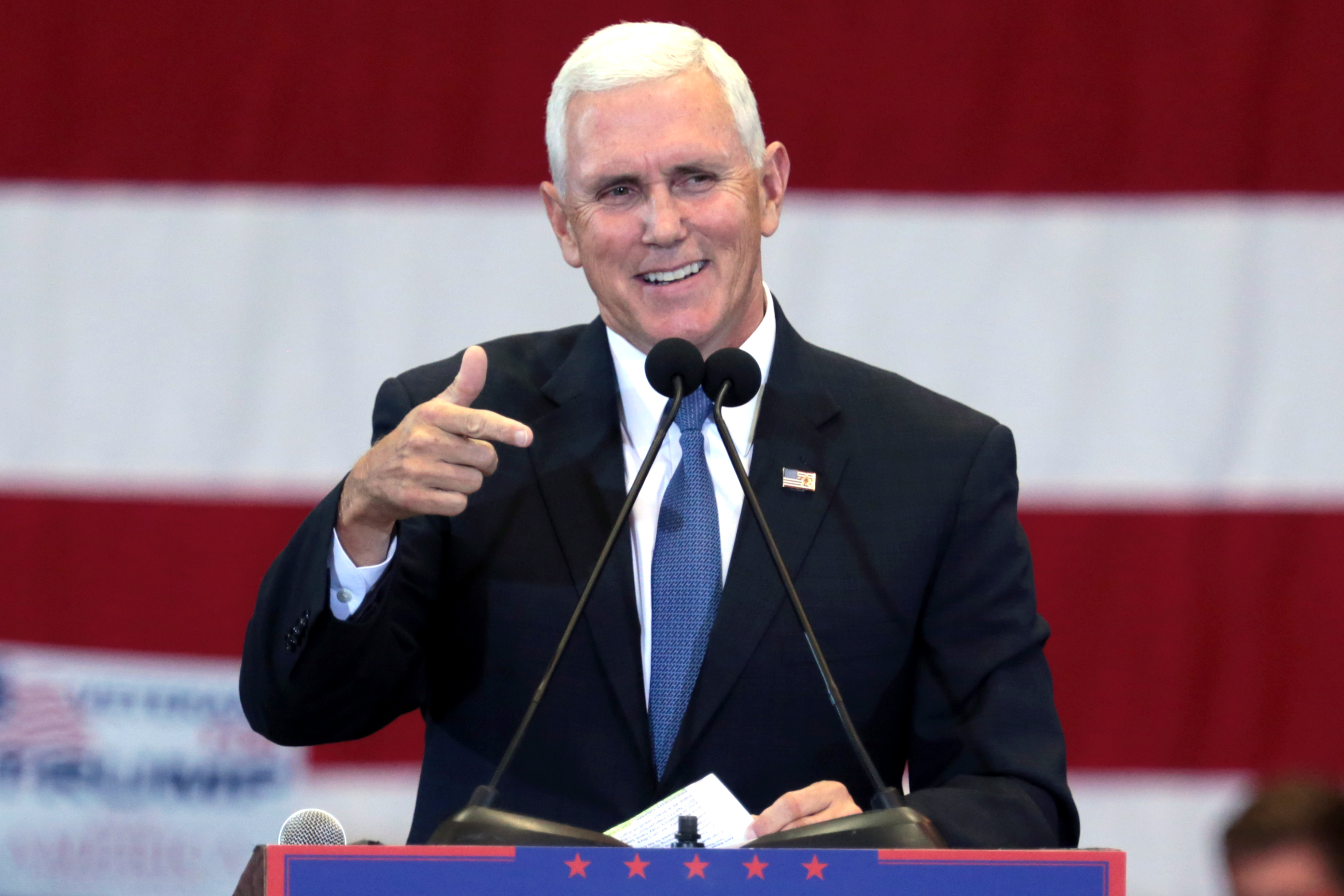
Pence bei einem Wahlkampfauftritt in Arizona im August 2016

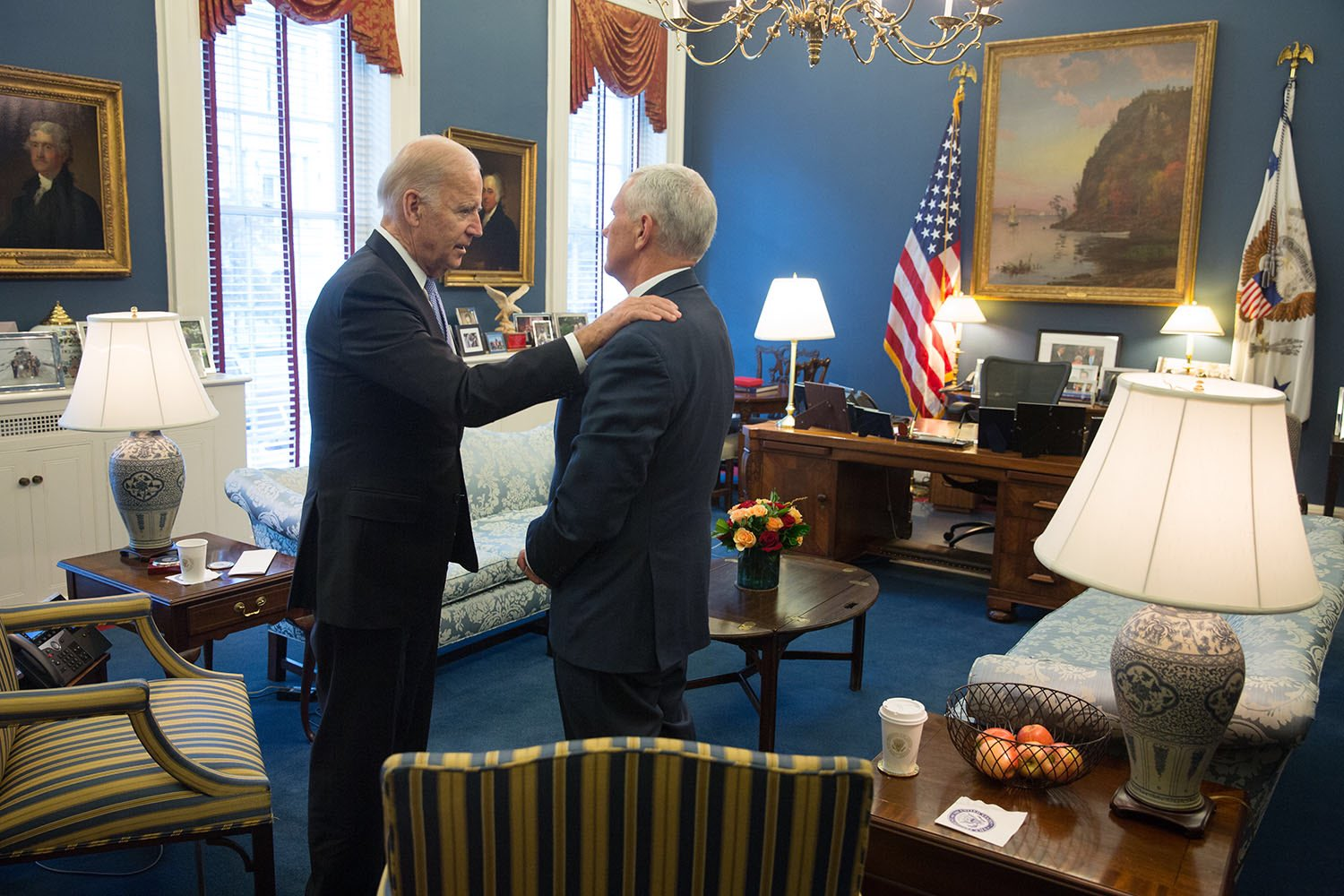
Der damalige Vizepräsident Joe Biden und sein Nachfolger Mike Pence am 10. November 2016 im Weißen Haus

Am 15. Juli 2016 wurde Pence vom republikanischen Präsidentschaftskandidaten Donald Trump als sein Vizepräsidentschaftskandidat für die Wahl im November 2016 vorgestellt. Pence hatte sich zuvor bei der am 3. Mai stattgefundenen republikanischen Vorwahl in seinem Staat positiv zu Trump geäußert, jedoch erklärt, er werde für dessen Kontrahenten Ted Cruz stimmen. Nachdem Trump als Präsidentschaftskandidat der Partei festgestanden hatte, erklärte der Gouverneur seine Unterstützung für Trump im eigentlichen Wahlkampf. Nach Medienangaben spielten Trumps Kinder Donald Junior, Ivanka und Eric eine zentrale Rolle in der Auswahl des Vizekandidaten. Im Wahlkampf sollte Pence demnach vor allem die mangelnde politische Erfahrung des Seiteneinsteigers Trump kompensieren. Aus seiner Zeit im Kongress verfügt er über gute Beziehungen zu wichtigen Funktionsträgern der Republikaner, und auch als Gouverneur sammelte Pence Erfahrungen in der Regierungsarbeit. Auch sollte Pence durch seine als ruhig und sachlich beschriebene Persönlichkeit Trumps extrovertiertes Auftreten ausgleichen. Als populäre Figur unter evangelikalen Wählern, die als wichtige republikanische Wählergruppe Trump eher skeptisch gegenüberstanden, sollte er diesen Wählern ebenfalls Identifikation mit dem Wahlticket geben. Darüber hinaus werden Pence gute Verbindungen zu traditionellen Wahlkampfspendern der Partei zugeschrieben, die sich Trump gegenüber bis dahin eher zurückgehalten hatten.
Pence hatte sich in der ebenfalls im November 2016 anstehenden Gouverneurswahl für eine zweite Amtszeit als Gouverneur beworben. Nach gewonnener Primary im Frühjahr stellte seine Partei ihn erneut auf. Diese Kandidatur zog er am 15. Juli, dem letztmöglichen Datum, wieder zurück. Statt Pence nominierten die Republikaner Vizegouverneur Eric Holcomb, der erneut auf Pences Herausforderer von 2012, John R. Gregg, traf. Trump verschob die Vorstellung von Pence wegen der Amokfahrt in Nizza um einen Tag; am 16. Juli präsentierte er ihn als seinen Running Mate. Auf dem Parteitag Mitte Juli wurden Trump und Pence formal nominiert.
Nachdem im Oktober 2016 Ton- und Bildaufzeichnungen mit Prahlereien Trumps über von ihm selbst mutmaßlich verübte sexuelle Belästigungen öffentlich gemacht worden waren und eine Reihe hochrangiger Republikaner den Rückzug Trumps aus dem Präsidentschaftswahlkampf gefordert hatte, distanzierte sich Pence mit den Worten: „Als Ehemann und Vater war ich empört über die Worte und die von Donald Trump beschriebenen Handlungen.“ Er sagte auch einen geplanten gemeinsamen Auftritt mit Trump am Folgetag ab, was die New York Times als beispiellose Zurückweisung eines Präsidentschaftskandidaten durch seinen Running Mate bezeichnete. Am 10. Oktober erklärte Pence bei einem Auftritt beim Fernsehsender CNN, dass es absolut unzutreffend sei anzunehmen, er habe zu irgendeinem Zeitpunkt daran gedacht, die Kampagne zu verlassen, und dass es die größte Ehre seines Lebens sei, von der Republikanischen Partei als Running Mate nominiert worden zu sein.
Entgegen den meisten politischen Prognosen gewannen Trump und Pence die Wahl. In den Wochen nach dem Wahlsieg leitete Pence für den gewählten Präsidenten Trump das Übergangsteam für die Übergabe der Regierungsgeschäfte. Bei der Besetzung von Posten für das Kabinett Trump I hatte er eine beratende Rolle.

### Vizepräsident der Vereinigten Staaten

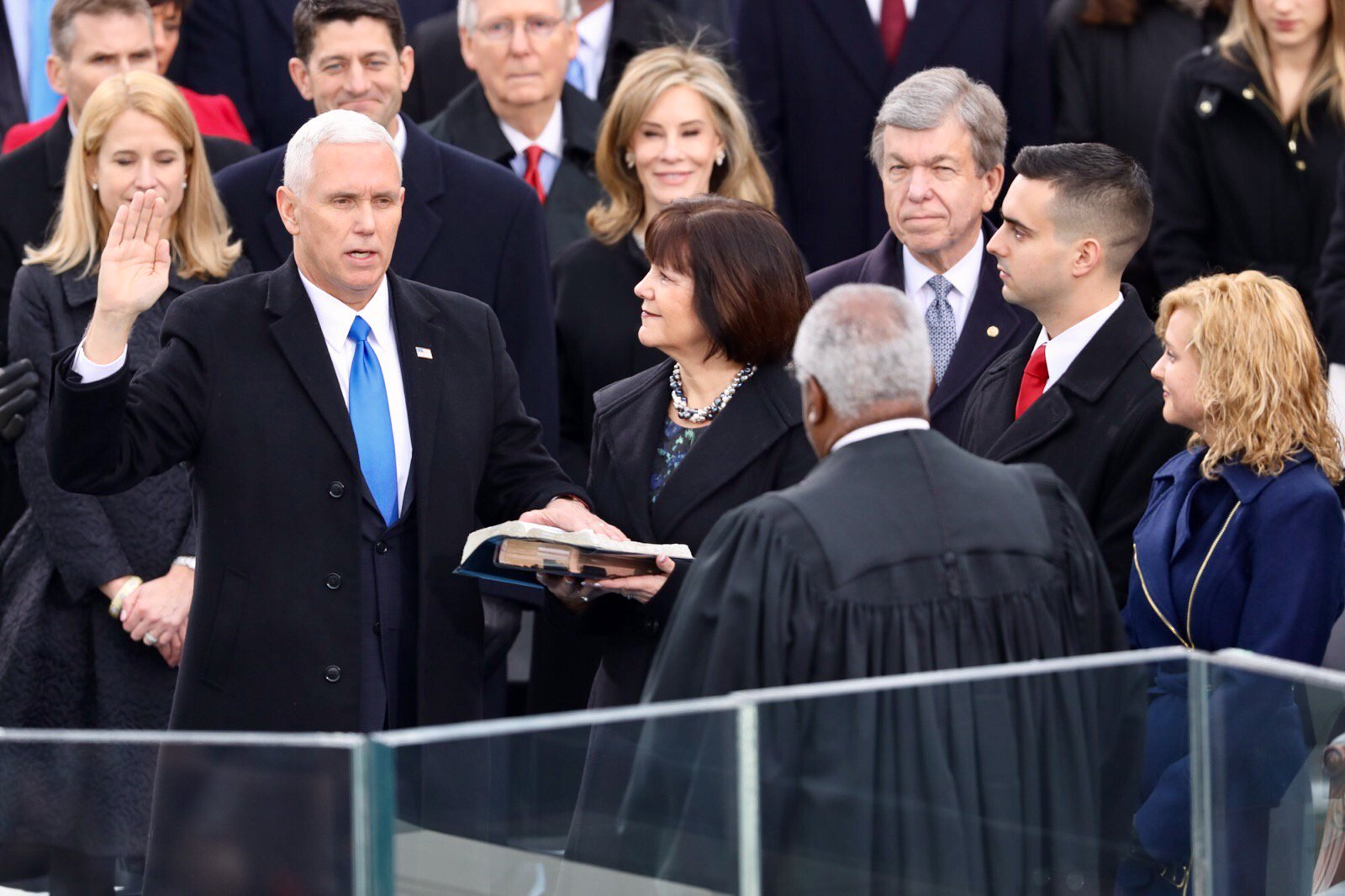
Pence neben seiner Frau Karen während der Vereidigung zum Vizepräsidenten bei Donald Trumps Amtseinführung am 20. Januar 2017

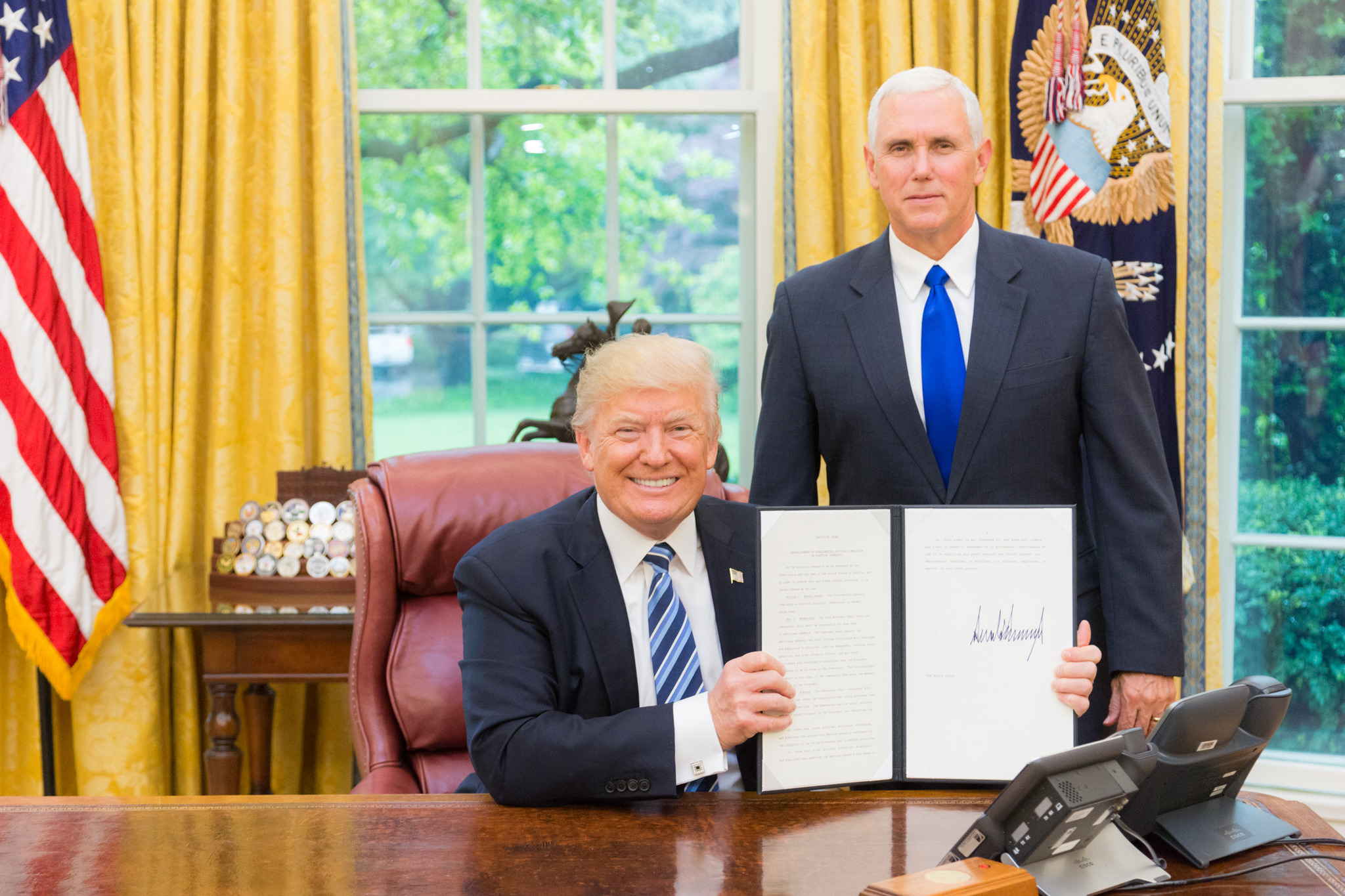
Pence mit Präsident Trump (2017)

Die Amtseinführung von Trump und Pence fand am 20. Januar 2017 statt. Pence wurde auf eigenen Wunsch vom Verfassungsrichter Clarence Thomas in sein neues Amt eingeschworen und löste Joe Biden als Stellvertreter des Präsidenten ab.
Am 7. Februar 2017 gab Pence in seiner Rolle als Präsident des Senats die entscheidende Stimme (tie breaking vote) zugunsten der neuen Bildungsministerin Betsy DeVos ab. Die Abstimmung im Plenum hatte mit einem Patt von 50 gegen 50 Stimmen geendet, da zwei Republikanerinnen (Lisa Murkowski und Susan Collins) mit den Demokraten stimmten. Dies war das erste Mal in der amerikanischen Geschichte, dass ein Kabinettsmitglied durch den Vizepräsidenten bestätigt wurde. Üblicherweise hat der Vizepräsident als Präsident der Kongresskammer kein Stimmrecht; im Falle eines Unentschiedens kann er aber das entscheidende Votum abgeben.
Am 8. Oktober 2017 geriet Pence in die landesweiten Schlagzeilen, als er während eines laufenden Football-Spiels das Stadion verließ, nachdem einige afroamerikanische Spieler während der Nationalhymne niedergekniet waren, um gegen Rassismus und Polizeigewalt gegenüber Schwarzen zu protestieren. Dem war eine längere Kontroverse vorausgegangen, in deren Verlauf Präsident Trump einige Spieler heftig attackiert und ihnen Respektlosigkeit vorgeworfen hatte. Wie US-Medien berichteten, hatte Trump seinen Stellvertreter zum Verlassen der Arena aufgefordert, um sein Missfallen zum Ausdruck zu bringen.
Während Pence im ersten Jahr der Präsidentschaft Trumps eine öffentlich weitgehend unsichtbare, zurückgezogene Rolle spielte, trat er ab Ende 2017 insbesondere außenpolitisch stärker in Erscheinung, unter anderem durch vorbereitende Reisen für Trump. Innenpolitisch spielt Pence als Fundraiser und Wahlkämpfer für die Republikaner eine zunehmend wichtige Rolle.
Nach der US-Präsidentschaftswahl 2020 stellte sich Pence am 6. Januar 2021 gegen die Forderung Trumps, einzelne Stimmen der Wahlleute beziehungsweise das Ergebnis der Wahl zeremoniell nicht zu zertifizieren. Dies begründete er mit seinem Eid zum Schutz der Verfassung der Vereinigten Staaten. Von hartnäckigen Trump-Anhängern wurde er seitdem als „Verräter“ gebrandmarkt und auf verschiedenen Konferenzen verbal angegriffen. Im Buch Betrayal des Journalisten Jonathan Karl drückt Trump in einem Interview mit dem Autor mehr Sympathie und Verständnis für die Aufrührer beim Sturm auf das Kapitol in Washington 2021 aus als für Mike Pence. Die Aufrührer forderten dabei die Exekution des damaligen Vize-Präsidenten. Beim Sturm auf das Kapitol befand sich Pence in Lebensgefahr, da er zusammen mit anderen Politikern und Sicherheitskräften nur knapp einem Zugriff durch radikale Trump-Anhänger beziehungsweise Proud Boys entging.
Im Gegensatz zu Trump nahm Pence an der Amtseinführung von Joe Biden teil.

### Nach der Vizepräsidentschaft
Im Februar 2022 widersprach Pence öffentlich der Behauptung Trumps, dass Pence als Vizepräsident das Recht gehabt habe, das Ergebnis der Präsidentschaftswahl 2020 zu annullieren. Er, Pence, habe als Vizepräsident nach der Verfassung kein Recht gehabt, die Wahl zu ändern. Die Wahl gehöre dem amerikanischen Volk, und keine Idee sei unamerikanischer als die Vorstellung, dass eine einzelne Person das Wahlergebnis bestimmen könne. Pence machte seine Äußerungen, während am selben Tag in Salt Lake City das ganz von den Trump-Anhängern dominierte oberste republikanische Parteigremium, das Republican National Committee (RNC), die beiden Abgeordneten Liz Cheney und Adam Kinzinger dafür rügte, dass sie im Untersuchungsausschuss des Repräsentantenhauses zum Sturm auf das Kapitol mitgewirkt hatten. Es war das bislang deutlichste Signal einer Distanzierung Pences von Ex-Präsident Trump.
Im Januar 2023 wurden laut Pence’ Anwalt in Pence’ Haus im US-Bundesstaat Indiana Geheimdokumente entdeckt, „die am Ende von Pence’ Amtszeit versehentlich in Kisten verpackt und in das Privathaus des ehemaligen Vizepräsidenten gebracht wurden“.
Ende April 2023 sagte Pence stundenlang als Zeuge zum Sturm auf das Kapitol vor einem Bundesgericht in Washington, D.C. aus. Über den Inhalt seiner Aussagen wurde zunächst nichts bekannt.
Am 5. Juni 2023 gab Pence bekannt, für die US-Präsidentschaftswahl im Jahr 2024 kandidieren zu wollen.
In einer Rede zum Wahlkampfauftakt in Ankeny (Iowa) am 7. Juni 2023 ging Pence auf scharfe Distanz zu Donald Trump und betonte, dass er beim Sturm auf das Kapitol am 6. Januar 2021 dem Drängen Trumps, die Wahl für ungültig zu erklären, nicht nachgegeben habe und auf dem Boden der Verfassung geblieben sei. Jemand wie Trump, der die Verfassung missachte, dürfe nicht Präsident werden.
Die Kandidatur von Pence wurde neben seinem Bruder Greg Pence und dem Kongressabgeordneten Larry Bucshon auch von Eric Holcomb, dem Gouverneur von Indiana, unterstützt.
Am 28. Oktober 2023 zog sich Pence aus dem Nominierungsverfahren des Präsidentschaftskandidaten zurück und erläuterte es mit der Bemerkung: „Dies ist nicht meine Zeit.“

## Politische Positionen
Pence gehört zum konservativen Spektrum der Republikaner und vertritt wirtschaftsliberale sowie sozialpolitisch konservative Positionen. Er fasste seine Überzeugung gerne mit „Ich bin ein Christ, ein Konservativer, ein Republikaner – in dieser Reihenfolge“ zusammen.
Als Maßnahme gegen illegale Migration stellt Pence die Birthright Citizenship in Frage, die bei einer Geburt innerhalb der Vereinigten Staaten automatisch zur US-Staatsbürgerschaft berechtigt, da Einwanderer dadurch nicht mehr berechtigt werden, durch die Geburt eines Kindes eine dauerhafte Bleibemöglichkeit in den USA zu erhalten. Pence stimmte 2001 für den USA Patriot Act. Außenpolitisch unterstützte er 2003 den Irakkrieg. Pence befürwortet ein Flat-Tax-System.
Sein Abstimmungsverhalten im Repräsentantenhaus weist ihn als Abtreibungsgegner und Gegner von LGBT-Gleichberechtigung aus. Er bestreitet den Konsens unter Wissenschaftlern, dass die globale Erwärmung durch menschliches Handeln verursacht wird. Pence befürwortet, dass neben anerkannter Wissenschaft auch Kreationismus in Schulen gelehrt wird und die Schüler selbst entscheiden könnten, was richtig ist. Er unterstützt Intelligent Design, das sich gegen die Evolutionstheorie richtet.
Pence ist Anhänger des Prosperity Gospel und somit der Auffassung, dass entsprechend den Vorstellungen zur Prädestination Gottes materieller Reichtum und persönlicher Erfolg (oder aber Misserfolg) ein Beweis für die Gunst (oder Ungunst) Gottes seien.
In einem 2020 erschienenen Editorial der wissenschaftlichen Fachzeitschrift Science wird Pence explizit als Mann beschrieben, der „Evolution, Klimawandel und Gefahren des Rauchens leugnet“.

## TV-Beiträge
- Mike Pence – ein Porträt. ZDF – Auslandsjournal, 2. Oktober 2020 (5 Minuten).

## Hörfunk-Beiträge
- Steffen Wurzel, Thilo Kößler, Margarete Wohlan: Republikaner in den USA – Trump oder Pence: Wer macht das Rennen? Deutschlandfunk Kultur, 3. August 2022 (24 Minuten).
- Steffen Wurzel: Mike Pence: Hassfigur und Retter gleichermaßen. Deutschlandfunk, 30. Juli 2022 (7 Minuten).
- Katrin Brand: Wie Mike Pence die Demokratie rettete. Deutschlandfunk Kultur, 17. Juni 2022 (3:30 Minuten).
- Julis Kastein: Republikaner rügen Trump-Kritiker – und Pence rügt Trump. Deutschlandfunk, 5. Februar 2022 (3:15 Minuten).
- Sebastian Hesse: USA: Der tiefe Fall des Mike Pence. Deutschlandfunk, 25. Juli 2021 (3:15 Minuten)